# 格利特·霍尔特曼
格利特·霍尔特曼 (英語：Gerrit Stephan Barba Holtmann)，(1995年3月25日—)是一名出生于德国的菲律宾足球运动员，司职前锋。現時被德甲俱乐部波琴外借至達斯泰特，也代表菲律宾参加国际赛。

## 荣誉

### 俱乐部
波琴
- 德國足球乙級聯賽冠军：2020–2021年